# Brometan
Brometan (C2H5Br) je tekoča brezbarvna snov, ki ima vonj podoben etru. Snov je lahko vnetljiva in škodljiva zdravju pri vdihovanju in zaužitju, prav tako lahko povzroči trajne okvare zdravja.

## Lastnosti
Snov je vnetljiva, pri čemer se lahko v primeru požara tvorijo zdravju škodljivi plini ali hlapi. V primeru požara se lahko razvije vodikov bromid.
Hlapi so težji od zraka, pri čemer obstaja možnost tvorbe eksplozivnih mešanic z zrakom. 
Tališče snovi je pri -118 °C, vrelišče pri 37-39 °C, plamenišče pri 510 °C in vnetišče pri -20 °C.